# Shwenankyawshin
Cette page contient des caractères spéciaux ou non latins. S’ils s’affichent mal (▯, ?, etc.), consultez la page d’aide Unicode.
Shwenankyawshin Narapati (birman : ရွှေနန်းကြော့ရှင် နရပတိ, ʃwè náɴ tɕɔ̯ ʃɪ̀ɴ nəɹa̰pətḭ ; ou Shwenankyawtshin, ou Narapati II ; 28 juillet 1476 – 25 mars 1527) fut le dernier souverain birman du royaume d'Ava. Il régna de mars 1501 à sa mort, 25 années tumultueuses durant lesquelles la Confédération des États Shans menée par Mohnyin l'attaqua sans arrêt, conquérant progressivement le nord de son territoire, tandis que son allié Prome le grignotait par le sud. En désespoir de cause, Shwenankyawshin donna la région agricole vitale de Kyaukse à son vassal Taungû pour conserver son alliance, mais le gouverneur de Taungû Mingyinyo déclara son indépendance en octobre 1510 et ne lui fournit aucune aide. Le seul allié indéfectible d'Ava fut l'état shan de Thibaw (Hsipaw), conduit par son saopha Hkonmaing.
Au début des années 1520, la surface du royaume s'était tellement réduite qu'elle ne dépassait plus qu'à peine celle de ses anciens vassaux. En 1524, les armées de la confédération shan et de Prome pillèrent Ava, obligeant Shwenankyawshin et Hkonmaing à fuir. En 1527, les shans revinrent assiéger la ville. En mars, Shwenankyawshin Narapati fut tué au combat d'un tir d'arme à feu. Les Shans s'emparèrent d'Ava, et leur chef Sawlon y couronna son fils Thohanbwa, mettant fin à 163 ans de domination sur la Haute-Birmanie (1364–1527). De nombreux birmans s'enfuirent à Taungû, dernier royaume birman indépendant.